# Barry Hulshoff
Bernardus Adriaan Hulshoff, conhecido por Barry Hulshoff  (Deventer, 30 de setembro de 1946 – 16 de fevereiro de 2020), foi um futebolista neerlandês que jogou a maior parte de sua carreira no Ajax e fez parte da equipe que ganhou a Liga dos Campeões três vezes seguidas (1971, 1972 e 1973). Ele também jogou doze vezes na Seleção Neerlandesa. 
Depois que se aposentou, ele treinou o Ajax por uma temporada e depois foi pra Bélgica e treinou diversos times. 

## Biografia

### Jogador
Hulshoff jogou no Ajax de 1965 a 1977. Ele era, ao lado de Velibor Vasović e mais tarde, ao lado de Horst Blankenburg, um dos defensores centrais do "Ajax Dourado", que venceu a Liga dos Campeões três vezes seguidas no início dos anos setenta.
Hulshoff obteve sua primeira chance com Rinus Michels no segundo jogo contra Liverpool (2-2) em Anfield Road, em 14 de dezembro de 1966, substituindo Wim Suurbier que se machucou no primeiro jogo. Após a final da Liga dos Campeões contra o AC Milan (1-4) em 1969, ele assumiu o comando da defesa definitivamente. 
Durante sua passagem pelo clube de Amesterdã, o clube ganhou uma Copa Intercontinental (1972), três Liga dos Campeões (1970/71, 1971/72 e 1972/73), duas Supercopa da UEFA (1972 e 1973), sete títulos da Eredivisie (1965/66, 1966/67, 1967/68, 1969/70, 1971/72, 1972/73 e 1976/77) e três títulos da Copa dos Países Baixos (1966/67, 1969/70, 1970/71 e 1971/72). Ao todo foram 144 jogos e 12 gols.
Hulshoff era um forte defensor, que sabia marcar muito bem, não só pelo alto mas também com os pés..
Ele jogou catorze jogos na seleção neerlandesa, marcando seis gols.

### Pós-carreira
Hulshoff tornou-se treinador de vários clubes Bélgica com o Wuustwezel, Lierse SK e Eendracht Aalst, entre outros. Em 14 de dezembro de 2010, Hulshoff foi eleito para o conselho do Ajax. Isso aconteceu depois de uma pedida de Johan Cruijff para obter mais ex-jogadores no Conselho.

## Morte
Morreu no dia 16 de fevereiro de 2020, aos 73 anos.

## Títulos
- Copa Intercontinental: 1972
- Liga dos Campeões:1970/71 , 1971/72 e 1972/73
- Supercopa da UEFA:1972 e 1973
- Eredivisie:1965/66, 1966/67, 1967/68, 1969/70, 1971/72, 1972/73 e 1976/77
- Copa dos Países Baixos:1966/67, 1969/70, 1970/71 e 1971/72